# José Manuel Canavarro
José Manuel de Albuquerque Portocarrero Canavarro (Aveiro, 17 de Abril de 1965) é um psicólogo e político português.

## Família
Filho de José Manuel da Silveira Portocarrero Canavarro Crispiniano (Lisboa, 23 de Julho de 1924), Licenciado em Ciências Histórico-Filosóficas, e de sua mulher (Ourém, Fátima, Santuário de Fátima, 5 de Julho de 1954) Maria da Conceição de Albuquerque Branco de Melo Guimarães Patena (Coimbra, 3/13 de Abril de 1924), sobrinha do 2.º Visconde de Valdemouro, sobrinha-neta do 1.º Conde de Sabrosa, 5.ª neta do 1.º Barão de Vila da Praia e prima em 4.º grau de António de Sousa Lara, e irmão de Maria Joana de Albuquerque Portocarrero Canavarro (Coimbra, 3 de Março de 1955), Licenciada em Medicina. Neto paterno de Adriano António Canavarro Crispiniano da Fonseca e de sua mulher Maria Filomena da Silveira Pereira Bravo de Azevedo Portocarrero.

## Biografia
Mestre em Psicologia e Doutor em Psicologia Social, é Professor da Faculdade de Psicologia e de Ciências da Educação da Universidade de Coimbra e foi Bolseiro da JNICT e da Fundação Calouste Gulbenkian (1995-1997), para Doutoramento na State University of New York em Albany.
Foi Presidente do Conselho Científico da EPIS - Associação Empresários pela Inclusão Social, Consultor do Banco Montepio Geral Caixa Económica - Programa de Educação Financeira, Membro do Conselho Estratégico da JP Sá Couto - área internacional, Vogal do Conselho Técnico-Científico do ISCE (pro-bono), Fellow do Education Impact (pro-bono), Director da Revista "Educação e Emprego" (pro-bono), Consultor e Formador nas áreas da Gestão de Recursos Humanos e da Educação.
Foi Assessor do Presidente da Comissão de Coordenação da Região Centro, Delegado Regional do Instituto do Emprego e Formação Profissional da Região Centro, Conselheiro Nacional de Educação, Secretário de Estado Adjunto e da Administração Educativa, Presidente da Assembleia Municipal do Carregal do Sal, Professor Convidado da Escola Superior de Educação João de Deus e Consultor da COFAC.
Militante do Partido Popular Democrático / Partido Social Democrata, foi eleito Deputado à Assembleia da República na XII Legislatura, onde pertenceu à Comissão Parlamentar de Segurança Social e Trabalho como Presidente e à Comissão Parlamentar de Educação, Ciência e Cultura como Suplente. Foi Secretário de Estado Adjunto e da Administração Educativa no XVI Governo Constitucional.
A 23 de Janeiro de 2014 a sua casa foi alvo de buscas pela Polícia Judiciária no âmbito da investigação ao grupo Gestão e Participações Sociais (GPS), para o qual entrou poucos meses depois de sair do Governo e onde trabalhou como Consultor durante mais de seis anos até Junho de 2011, por suspeitas de corrupção. A 2 de Novembro de 2018, Ivo Rosa, juiz do Tribunal de Instrução Criminal, despronunciou José Canavarro.

### Obras publicadas
- Canavarro, J.M.P. (1994). A Escola como Organização - Breve análise das linhas fundamentais para caracterização da sua estrutura e gestão. Faculdade de Psicologia e de Ciências da Educação da Universidade de Coimbra.
- Canavarro, J.M.P. (1994). Paradigmas Organizacionais - Avaliação dos principais modelos de conceptualização teórica, de investigação e de prática em Psicologia Organizacional. Faculdade de Psicologia e de Ciências da Educação da Universidade de Coimbra.
- Canavarro, J.M.P. (1996). Paradigmas Organizacionais, ISCIA: Aveiro.
- Canavarro, J.M.P. (1997). Ciência, Escola e Sociedade ¿ Concepções de Ciência de estudantes portugueses. Coimbra. Universidade de Coimbra (Dissertação de Doutoramento).
- Canavarro, J.M.P. (1999). Ciência e Sociedade. Coimbra. Quarteto Editora.
- Canavarro, J.M.P. (2000). O que se pensa sobre a Ciência. Coimbra. Quarteto Editora.
- Canavarro, J.M.P. & Oliveira, C. (2004). Psicologia Social das Organizações In F. Neto (Eds.) Psicologia Social Aplicada. Lisboa: Universidade Aberta (pp. 133–155).
- Canavarro, J. M. P. (2006). Da discussão entre epistemologias aos contributos para melhores aprendizagens. In N. Crato (Ed.). Desastre no ensino da Matemática: Como recuperar o tempo perdido. Lisboa. Gradiva (pp-203-206).
- Canavarro, J. M. P. (2006). Para a compreensão do abandono escolar. Lisboa: Texto Editores.
- Canavarro, J.M.P. (2008). Crónicas sobre Educação. Lisboa: Texto Editores
- Pocinho, M. D. & Canavarro, J.M.P. (2009). Sucesso Escolar e estratégias de compreensão e expressão verbal: Como compreender melhor as matérias e as aulas? Mangualde; Edições Pedago.

## Casamento e descendência
Casou com Maria Cristina da Cruz de Sousa (Porto, Cedofeita, 18 de Maio de 1966), filha de Augusto Vaz Serra e Sousa e de sua mulher Maria de Fátima Nunes e Santos da Cruz, de quem tem dois filhos:
- José Manuel de Sousa Portocarrero Canavarro (Coimbra, Sé Nova, 24 de Maio de 1993)
- João Manuel de Sousa Portocarrero Canavarro (Coimbra, Sé Nova, 4 de Novembro de 1999)